# アリー/ スター誕生 サウンドトラック
『アリー/ スター誕生 サウンドトラック』（A Star Is Born）は、2018年の同名のミュージカル映画のサウンドトラック・アルバムであり、その出演者であるレディー・ガガとブラッドリー・クーパーが歌った。2018年10月8日にインタースコープ・レコードより発売された。ガガとクーパーは映画にクーパーのキャラクターのバンドのメンバーとしても出演しているルーカス・ネルソンを含むカントリー・ミュージシャンと協力してサウンドトラック・アルバムを作り上げた。またポップ指向の曲はガガとの常連コラボレーターであるDJホワイト・シャドウが貢献した。この他にはジェイソン・イズベル、マーク・ロンソン、ダイアン・ウォーレン、マイク・スノウのアンドリュー・ワイヤットが参加した。商業的に成功し、オーストラリア、カナダ、クロアチア、チェコ、エストニア、ギリシャ、アイルランド、ニュージーランド、ノルウェー、スコットランド、スロバキア、スウェーデン、スイス、英国、米国で1位を獲得した。

## 背景と企画
2015年3月、ワーナー・ブラザースは1937年の『スタア誕生』から4度目の映画化企画でブラッドリー・クーパーを監督デビューさせる交渉を行った。2016年8月にレディー・ガガが公式に加わり、翌2017年初頭にスタジオはプロジェクトに許可を出した。クーパーが演じるジャクソン・メインは「ベテランのカントリー歌手であり、ガガが演じるアリーというシンガーソングライターと恋に落ちる」という役どころである。ガガは「ミュージシャンとしての演技をするクーパーを助けた」。
クーパーは映画の準備に2年半を費やし、彼のキャラクターがどのようなミュージシャンなのかを判断した。彼は多くのミュージシャンやボーカル・コーチのロジャー・ラヴと共に働いた。

## 製作と録音

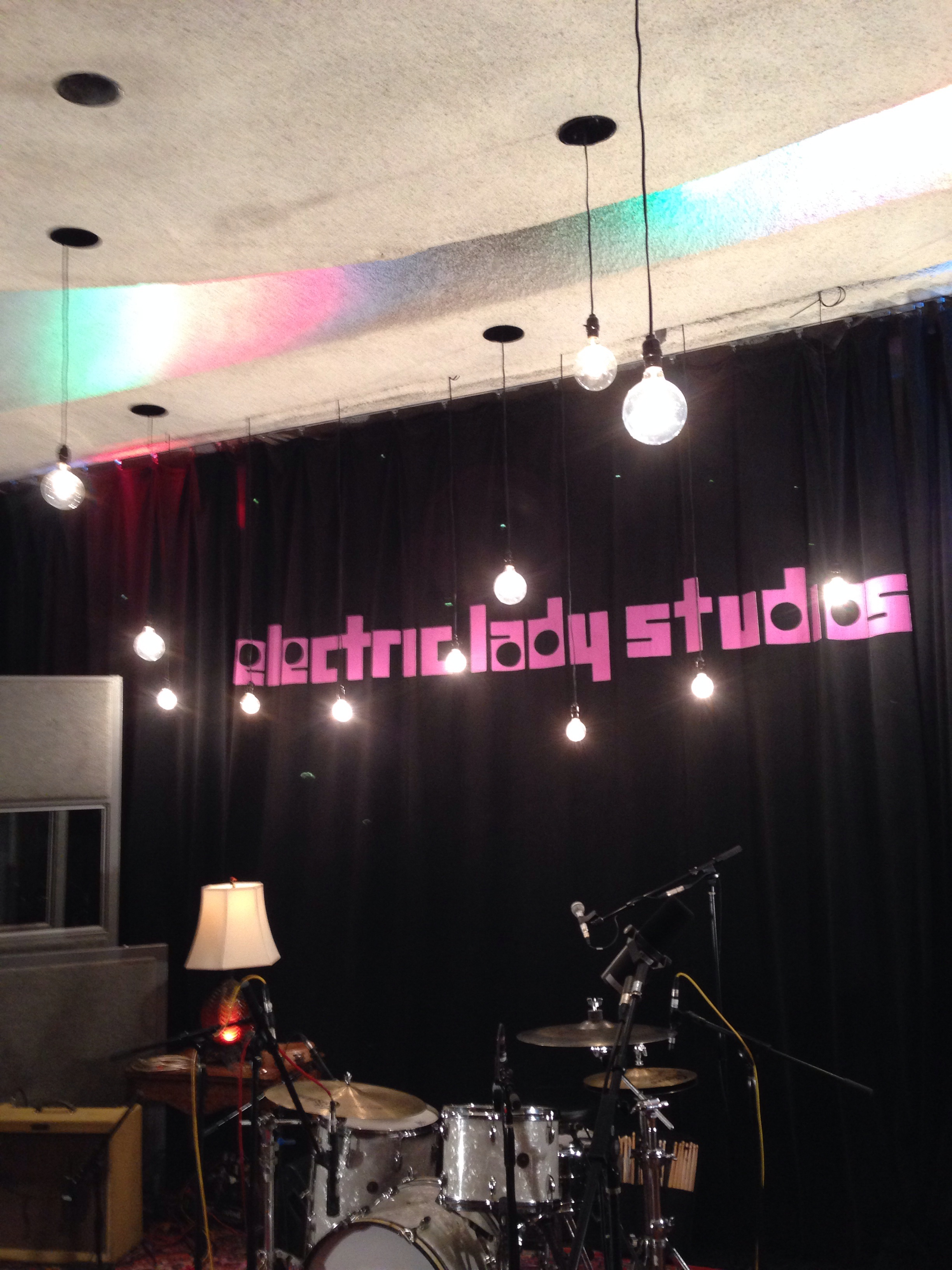
曲が録音されたエレクトリック・レディ・スタジオ。

クーパーはサウンドトラックを「物語のように進化する」と説明した。ガガとクーパーは撮影しながらサウンドトラックの曲を書いたので「曲ごとの大きく異なる具現化」へとつながった。クーパーはさらに「音楽が本当に映画の中のキャラクターになった。映画のどこにも、その中の人物がやっていることや公開していることと全く関係が無い歌詞が存在しない。それは私たちの発射台であり、的確な場所にどんな曲が入っているかを発見することだった」と述べた。ジェイソン・イズベルはクーパーのキャラクターのために曲を書き、「（クーパーの）音楽を多く生み出す剣」となった。イズベルはナッシュビルを拠点とするプロデューサーのデイヴ・コブを通じてクーパーに協力した。
クーパーは2016年10月にデザート・トリップでルーカス・ネルソン（カントリー歌手のウィリー・ネルソンの息子）のパフォーマンスを見た後に近づき、映画の音楽コンサルタントとしての仕事を依頼した。ネルソンは「映画のために曲を書いて、だまされたと思って、それらをプロデューサーに送って、彼らはそれを気に入ってくれた。そしてレディー・ガガが来て、彼女に会って、私たちは意気投合した。私たちは良い友人同士となって、一緒に曲を作り始めた」と述べた。ガガは2017年に発売されたネルソンのセルフタイトル・アルバムのうち2トラックにバッキングボーカルを提供した。ネルソンと彼のバンドのルーカス・ネルソン&プロミス・オブ・ザ・リアルはクーパーのバッキングバンドとして映画に登場した。
ガガは自身の前作『ジョアン』（2016年）でも協力したプロデューサーのマーク・ロンソンとソングライターのヒラリー・リンジーと再度働いた。ガガは自身のキャラクターのアリーによるポップ指向の曲の多くで常連コラボレーターのDJホワイト・シャドウと協働した。アルバムの曲の多くはガガの希望によりセットでライブで録音された。

## 発売
サウンドトラックのトラックリストと発売日は2018年8月30日に発表された。インタースコープ・レコードはアルバムは「幅広い音楽スタイルの19曲と15のダイアローグ・トラックの構成であり、映画を鑑賞しているように体感させる」とつぶやいた。楽曲「シャロウ 〜『アリー/ スター誕生』 愛のうた」が9月27日にアルバムのリードシングルとして発売された。2018年11月24日、続いて「オールウェイズ・リメンバー・アス・ディス・ウェイ 〜2人を忘れない」がシングルとして発売された。

## 批評家の反応
| Professional ratings     | Professional ratings |
| 総スコア                 | 総スコア             |
| 出典                     | 評価                 |
| ------------------------ | -------------------- |
| Metacritic               | 78/100               |
| レビュー・スコア         |                      |
| 出典                     | 評価                 |
| AllMusic                 | [ 16 ]               |
| 『デイリー・テレグラフ』 | [ 17 ]               |
| 『ガーディアン』         | [ 18 ]               |
| 『NME』                  | [ 19 ]               |
| 『ピッチフォーク』       | 7.4/10               |
| 『ローリング・ストーン』 | [ 21 ]               |
| Slant Magazine           | [ 22 ]               |

サウンドトラックは批評家から概ね肯定的な反応を受けた。主流の出版物のレビューを100点満点で標準化して評価を割り出すMetacriticでは7件のレビューに基づいて78点を示した。『ワシントン・ポスト』はサウンドトラックを「5ツ星級の傑作」と評し、グラミー賞受賞の可能性があると褒め称えた。『ガーディアン』のベン・ビューモント＝トーマスは「ブラッドリー・クーパーが歌い、演じ、そして監督できることを示した」と述べた上で「それは壮大なピアノ・バラードややるせないデュエットなど、各トラックを高めるレディー・ガガのポップな才能だ」と評した。
スティーヴン・トマス・アールワインはオールミュージックで「全ての曲がナレーション的で、そしてそれ自身で意味を成し合っているので、うまくかみ合い、一流のサウンドトラックとなっている」と評したが、アルバムに含まれるダイアローグについては批判した。『ローリング・ストーン』のブルターニュ・スパノスはサウンドトラックに5ツ星満点で4ツ星を与え、「ガガの音楽はアリーのキャリアの中のこの広がりを描くのを助け、（中略）叙情的なことなく豪華でロマンチックで、そして強力だ」と評した。『NME』のニック・ライリーはアルバムの「運命的なロマンスのハートフルな物語に完全に適した感情的な曲」を褒め称え、「近年で最高のハリウッドのサウンドトラックの1つ」と評した。
『デイリー・テレグラフ』のニール・マコーミックはアルバムに概ね好意的で、サウンドトラックを楽しめると評したが、その上で「ロックバラードから浅薄なポップへのややぎこちない旅」を批判し、「サウンドトラックがギアをモダンポップにシフトさせるにつれて変な食い違いがある」と述べた。『スラント・マガジン』のジェレミー・ウィノグラドはアルバムに批判的であり、「『アリー/ スター誕生』の中核をなす強力な10曲が確かにあるが、より大きな地に足がついたパフォーマンスに影響を与えられた大きなセンスが表現されている映画とは異なり、大言壮語を正当化するための充分なものではない」と書いた。

## 売り上げ
『アリー/ スター誕生』は発売初週に米国のBillboard 200で1位となり、23万1000アルバム相当単位、実売で16万2000枚を記録した。これは過去3年以内に発売されたサウンドトラックの初動記録としては最高であり、ガガにとっては5枚目の米国1位アルバムとなった。またこれでガガはテイラー・スウィフトを抜いて2010年代に最も多くアルバム・チャート1位を獲得した女性アーティストとなった。実売の他、『アリー/ スター誕生』はストリーム相当単位で3万7000、トラック相当単位で3万2000を記録した。サウンドトラックは2週目に14万3000相当単位（実売8万6000枚）を記録し、ガガにとっては『ボーン・ディス・ウェイ』（2011年）以来となる2週連続1位となった。3週目は10万9000相当単位（実売6万1000枚）を売り上げ、『ハイスクール・ミュージカル2』（2007年）以来となる3週連続1位を獲得したサウンドトラックとなった。またガガにとっては初の3週連続1位獲得アルバムであった。4週目はアンドレア・ボチェッリの『Sì〜君に捧げる愛の歌』に敗れて2位となった。カナディアン・アルバム・チャートでは1万8000相当単位を記録して1位となった。ガガにとっては同国で3枚目の1位獲得アルバムであり、『ボーン・ディス・ウェイ』以来のことであった。2週目も1万2000相当単位を記録してアルバム・チャート連続1位となった。3週目は11%増加した1万4000相当単位を記録して3週連続1位を獲得した。米国同様、ガガにとってカナダで最も長く1位を獲得したアルバムとなった。4週目も1万2000相当単位を売り上げて1位を獲得したが、これによりカナダでは『アナと雪の女王』（2014年3月に7週連続を記録）以来となる4週連続1位獲得のサウンドトラックとなった。5週目は12%減の1万500相当単位を売り上げて1位となった。『アリー/ スター誕生』は英国ではトゥエンティ・ワン・パイロッツの5枚目のスタジオアルバム『トレンチ』と競合し、ミッドウィーク・チャートでは後者が1位となった。『ミュージック・ウィーク』のアラン・ジョーンズによると最後の追い上げにより全英アルバムチャートで1位を獲得し、売り上げは3万1816枚（ストリーム相当単位の6178枚を含む）を記録した。ガガにとっては英国では4枚目の1位獲得アルバムであり『アートポップ』（2013年）以来のこととなった。翌週は2万4732相当単位を売り上げたがジェス・グリンの『オールウェイズ・イン・ビトウィーン』に敗れて2位に後退した。11月1日の週は2万4982枚（スリーミングの6645相当を含む）を売り上げて1位を奪還した。同週には「シャロウ 〜『アリー/ スター誕生』 愛のうた」も全英シングルチャートで1位を獲得し、ガガとクーパーにとっては初、ガガ個人では3度目となる全英チャート同時1位達成となった。
アイルランドとスコットランドでも初登場1位であった。ガガにとってはアイルランドで3枚目の1位獲得であった。アイルランドでは3週連続で1位となった。フランスでは8万7000枚を売り上げてSNEPアルバム・チャートで初登場7位、翌週も8000枚を売り上げて同順位をとなった、4週目は7500枚を売り上げて5位に浮上した。オースティンのARIAアルバム・チャートでは初登場3位となった。ガガにとって7枚目の同国トップ10入りアルバムであり、また6枚目となるトップ3入りアルバムであった。2週後には1位に浮上し、ガガにとっては『ザ・モンスター』、『ボーン・ディス・ウェイ』以来3枚目となるオーストラリアでの1位獲得アルバムとなった。その後は5週連続で1位を獲得した。ニュージーランド・アルバム・チャートでは初登場6位となり、2週後に1位に達した。

## トラックリスト
| #         | タイトル | 作詞・作曲 | プロデューサー                            | 時間  |
| --------- | --- | --- | ----------------------------------------- | ----- |
| 1.        | 「イントロ」 | |                                           | 0:20  |
| 2.        | 「ブラック・アイズ」(performed by ブラッドリー・クーパー)                                                                | クーパー ルーカス・ネルソン                                                                                                 | クーパー ネルソン レディー・ガガ [a] [b]  | 3:03  |
| 3.        | 「サムホエア・オーヴァー・ザ・レインボー」(ダイアローグ; featuring レディー・ガガ)                                       | ハロルド・アーレン E・Y・ハーバーグ クレア・ルイス・ウィットリストン [ 51 ]                                                 |                                           | 0:42  |
| 4.        | 「ファビュラス・フレンチ」(ダイアローグ; featuring クーパー、ガガ、アンソニー・ラモス & シャンゲラ・ラキファ・ワドリー)  | |                                           | 0:19  |
| 5.        | 「ラ・ヴィ・アン・ローズ」(performed by ガガ)                                                                            | ルイギ （ 英語版 ） エディット・ピアフ                                                                                      | ガガ ブライアン・ニューマン （ 英語版 ）  | 2:59  |
| 6.        | 「アイル・ウェイト・フォー・ユー」(ダイアローグ; featuring クーパー & ガガ)                                              | |                                           | 0:19  |
| 7.        | 「メイビー・イッツ・タイム」(performed by クーパー)                                                                      | ジェイソン・イズベル | クーパー ベンジャミン・ライス ガガ [a]    | 2:39  |
| 8.        | 「パーキング・ロット」(ダイアローグ; featuring クーパー & ガガ)                                                          | |                                           | 0:31  |
| 9.        | 「アウト・オブ・タイム」(performed by クーパー)                                                                          | クーパー ネルソン | クーパー ネルソン                         | 2:52  |
| 10.       | 「アリバイ」(performed by クーパー)                                                                                      | ガガ クーパー ネルソン | ガガ クーパー ネルソン                    | 3:03  |
| 11.       | 「トラスト・ミー」(ダイアローグ; featuring クーパー & ガガ)                                                              | |                                           | 0:32  |
| 12.       | 「シャロウ 〜『アリー/ スター誕生』 愛のうた」(performed by クーパー & ガガ)                                             | ガガ マーク・ロンソン アンソニー・ロッソマンド （ 英語版 ） アンドリュー・ワイヤット （ 英語版 ）                           | ガガ ライス                               | 3:35  |
| 13.       | 「ファースト・ストップ、アリゾナ」(ダイアローグ; featuring クーパー & ガガ)                                              | |                                           | 0:10  |
| 14.       | 「ミュージック・トゥ・マイ・アイズ」(performed by クーパー & ガガ)                                                       | ガガ ネルソン | ネルソン                                  | 3:19  |
| 15.       | 「ディギン・マイ・グレイヴ」(performed by クーパー & ガガ)                                                               | ポール・ケナーリー | ガガ ネルソン                             | 3:57  |
| 16.       | 「アイ・ラヴ・ユー」(ダイアローグ; featuring クーパー & ガガ)                                                            | |                                           | 0:19  |
| 17.       | 「オールウェイズ・リメンバー・アス・ディス・ウェイ 〜2人を忘れない」(performed by ガガ)                                  | ガガ ナタリー・ヘンビー （ 英語版 ） ヒラリー・リンジー （ 英語版 ） ローリ・マッケンナ （ 英語版 ）                        | デイヴ・コブ （ 英語版 ） ガガ            | 3:30  |
| 18.       | 「アンビリーヴァブル」(ダイアローグ; featuring ガガ & ラフィ・ガブロン)                                                  | |                                           | 0:28  |
| 19.       | 「ハウ・ドゥ・ユー・ヒアー・イット?」(ダイアローグ; featuring クーパー & ガガ)                                           | |                                           | 0:14  |
| 20.       | 「ルック・ホワット・アイ・ファウンド」(performed by ガガ)                                                                | ガガ マーク・ニラン・Jr ニック・モンソン （ 英語版 ） ポール・"DJWS"・ブレア （ 英語版 ） ネルソン アーロン・ライティエール | ガガ ニラン モンソン ブレア               | 2:55  |
| 21.       | 「メンフィス」(ダイアローグ; featuring クーパー & ガガ)                                                                  | |                                           | 0:24  |
| 22.       | 「ヒール・ミー」(performed by ガガ)                                                                                      | ガガ ニラン モンソン ブレア ジュリア・マイケルズ ジャスティン・トランター （ 英語版 ）                                      | ガガ ニラン モンソン ブレア               | 3:16  |
| 23.       | 「アイ・ドント・ノウ・ホワット・ラヴ・イズ」(performed by ガガ & クーパー)                                               | ガガ ネルソン | ガガ [c] ネルソン ニラン [b] モンソン [b] | 2:57  |
| 24.       | 「ヴァウズ」(ダイアローグ; featuring ガガ)                                                                               | |                                           | 0:17  |
| 25.       | 「イズ・ザット・オールライト?」(performed by ガガ)                                                                       | ガガ ニラン モンソン ブレア ライティエール                                                                                  | ガガ ニラン モンソン ブレア               | 3:11  |
| 26.       | 「SNL」(ダイアローグ; featuring アレック・ボールドウィン、ドン・ロイ・キング、マイケル・マンシーニ & ジーナ・ロシターノ) | |                                           | 0:13  |
| 27.       | 「ホワイ・ディド・ユー・ドゥ・ザット?」(performed by ガガ)                                                               | ガガ ダイアン・ウォーレン ニラン モンソン ブレア                                                                            | ガガ ニラン モンソン ブレア               | 3:04  |
| 28.       | 「ヘアー・ボディ・フェイス」(performed by ガガ)                                                                          | ガガ ニラン モンソン ブレア                                                                                                 | ガガ ニラン モンソン ブレア ライス [d]    | 3:22  |
| 29.       | 「シーン98」(ダイアローグ; featuring クーパー & ガガ)                                                                    | |                                           | 0:35  |
| 30.       | 「ビフォア・アイ・クライ」(performed by ガガ)                                                                            | ガガ ニラン モンソン ブレア                                                                                                 | ガガ ニラン モンソン ブレア               | 4:18  |
| 31.       | 「トゥー・ファー・ゴーン」(performed by クーパー)                                                                        | クーパー ネルソン | クーパー ネルソン                         | 1:26  |
| 32.       | 「トゥウェルヴ・ノーツ」(ダイアローグ; featuring ガガ&サム・エリオット)                                                  | |                                           | 1:03  |
| 33.       | 「アイル・ネヴァー・ラヴ・アゲイン」(映画ヴァージョン) (performed by ガガ & クーパー)                                    | ガガ ヘンビー リンジー ライティエール                                                                                       | ガガ ライス                               | 4:41  |
| 34.       | 「アイル・ネヴァー・ラヴ・アゲイン」(エクステンデッド・ヴァージョン) (performed by ガガ)                                 | ガガ ヘンビー リンジー ライティエール                                                                                       | ガガ ライス                               | 5:28  |
| 合計時間: | 合計時間: | 合計時間: | 合計時間:                                 | 70:01 |

| #         | タイトル                                                 | 作詞  | 作曲・編曲 | 時間 |
| --------- | -------------------------------------------------------- | ----- | ---------- | ---- |
| 1.        | 「Black Eyes」                                           |       |            | 3:03 |
| 2.        | 「La Vie en rose」                                       |       |            | 2:59 |
| 3.        | 「Maybe It's Time」                                      |       |            | 2:39 |
| 4.        | 「Out of Time」                                          |       |            | 2:52 |
| 5.        | 「Alibi」                                                |       |            | 3:03 |
| 6.        | 「Shallow」(radio edit)                                  |       |            | 3:37 |
| 7.        | 「Music to My Eyes」                                     |       |            | 3:19 |
| 8.        | 「Diggin' My Grave」                                     |       |            | 3:57 |
| 9.        | 「Always Remember Us This Way」                          |       |            | 3:30 |
| 10.       | 「Look What I Found」                                    |       |            | 2:55 |
| 11.       | 「Heal Me」                                              |       |            | 3:16 |
| 12.       | 「I Don't Know What Love Is」                            |       |            | 2:57 |
| 13.       | 「Is That Alright?」                                     |       |            | 3:11 |
| 14.       | 「Why Did You Do That?」                                 |       |            | 3:04 |
| 15.       | 「Hair Body Face」                                       |       |            | 3:22 |
| 16.       | 「Before I Cry」                                         |       |            | 4:18 |
| 17.       | 「Too Far Gone」                                         |       |            | 1:26 |
| 18.       | 「I'll Never Love Again」(film version) (radio edit)     |       |            | 4:41 |
| 19.       | 「I'll Never Love Again」(extended version) (radio edit) |       |            | 5:28 |
| 合計時間: | 合計時間:                                                | 63:37 |            |      |

備考
- ^[a] – アディショナル・ヴォーカル・プロダクション
- ^[b] – アディショナル・プロダクション
- ^[c] – メイン&アディショナル・プロダクション
- ^[d] – ヴォーカル・プロダクション

## チャート
| チャート (2018)                          | 最高 順位 |
| ---------------------------------------- | --------- |
| Argentinian Albums (CAPIF)               | 3         |
| オーストラリア (ARIA)                    | 1         |
| オーストリア (Ö3 Austria)                | 2         |
| ベルギー (Ultratop Flanders)             | 4         |
| ベルギー (Ultratop Wallonia)             | 4         |
| カナダ (Billboard)                       | 1         |
| Croatia International Albums (HDU)       | 1         |
| チェコ (ČNS IFPI)                        | 1         |
| デンマーク (Hitlisten)                   | 38        |
| オランダ (MegaCharts)                    | 3         |
| Estonian Albums (IFPI)                   | 1         |
| フィンランド (Suomen virallinen lista)   | 5         |
| フランス (SNEP)                          | 5         |
| ドイツ (Offizielle Top 100)              | 5         |
| Greek Albums (IFPI Greece)               | 1         |
| ハンガリー (MAHASZ)                      | 13        |
| Icelandic Albums (Tonlist)               | 2         |
| Irish Albums (OCC)                       | 1         |
| イタリア (FIMI)                          | 4         |
| 日本 (オリコン)                          | 12        |
| Japanese International Albums (Oricon)   | 4         |
| ニュージーランド (RMNZ)                  | 1         |
| ノルウェー (VG-lista)                    | 1         |
| ポーランド (ZPAV)                        | 32        |
| ポルトガル (AFP)                         | 2         |
| スコットランド (OCC)                     | 1         |
| Slovak Albums (ČNS IFPI)                 | 1         |
| South African Albums (RiSA)              | 8         |
| 韓国 (Gaon)                              | 37        |
| South Korean International Albums (Gaon) | 1         |
| スペイン (PROMUSICAE)                    | 2         |
| Swedish Compilation (Sverigetopplistan)  | 1         |
| スイス (Schweizer Hitparade)             | 1         |
| UK アルバムズ (OCC)                      | 1         |
| UK Soundtrack Albums (OCC)               | 1         |
| US Billboard 200                         | 1         |
| US Soundtrack Albums (Billboard)         | 1         |
| US Top Tastemaker Albums (Billboard)     | 1         |

## 認定と売り上げ
| 国/地域                                             | 認定        | 認定/売上数 |
| --------------------------------------------------- | ----------- | ----------- |
| オーストラリア (ARIA)                               | 3× Platinum | 210,000     |
| フランス (SNEP)                                     | Gold        | 50,000      |
| ニュージーランド (RMNZ)                             | 3× Platinum | 45,000      |
| 韓国                                                |             | 3,432       |
| イギリス (BPI)                                      | 2× Platinum | 600,000     |
| アメリカ合衆国 (RIAA)                               | 2× Platinum | 1,148,000   |
| * 認定のみに基づく売上数 ^ 認定のみに基づく出荷枚数 |             |             |

## 発売史
| 地域     | 日付           | フォーマット                              | レーベル         | Ref.   |
| -------- | -------------- | ----------------------------------------- | ---------------- | ------ |
| 多数     | 2018年10月5日  | デジタルダウンロード ストリーミング CD LP | インタースコープ | [ 95 ] |
| 日本     | 2018年11月7日  | デジタルダウンロード CD LP                | インタースコープ | [ 96 ] |
| フランス | 2018年12月14日 | Deluxe CD double vinyl 3 posters          | インタースコープ | [ 97 ] |